# Félix Goethals
Félix Goethals (Rinxent, 14 januari 1891 - Capinghem, 24 september 1962) was een Frans wielrenner.

## Biografie
Goethals was profwielrenner in 1913 en 1914 en na de Eerste Wereldoorlog van 1919 tot 1926. Hij reed voor verschillende wielerploegen. Zijn grootste successen behaalde in de Ronde van Frankrijk in de jaren 1920 tot 1924. Hij won in totaal zeven etappes en eindigde twee maal bij de eerste tien in het eindklassement met als beste resultaat de negende plaats in 1920.

## Overwinningen en andere ereplaatsen
1913
- 1e in Circuit de Champagne
- 1e in Parijs-Cambrai

1920
- 2e in de 2e etappe Ronde van Frankrijk
- 3e in de 13e etappe Ronde van Frankrijk
- 1e in de 14e etappe Ronde van Frankrijk
- 9e in het eindklassement Ronde van Frankrijk

1921
- 1e in de 11e etappe Ronde van Frankrijk
- 1e in de 14e etappe Ronde van Frankrijk
- 1e in de 15e etappe Ronde van Frankrijk
- 10e in het eindklassement Ronde van Frankrijk
- 3e in Tourcoing-Duinkerke-Tourcoing
- 1e in Parijs-Bourganeuf
- 3e in Parijs-Nancy

1923
- 2e in Parijs-Cambrai
- 2e in de 13e etappe Ronde van Frankrijk
- 1e in de 14e etappe Ronde van Frankrijk
- 1e in de 15e etappe Ronde van Frankrijk

1924
- 1e in de 4e etappe Ronde van Frankrijk
- 3e in de 11e etappe Ronde van Frankrijk
- 1e in Circuit Pas-de-Calais
- 1e in Circuit du Nord
- 2e in Circuit des Mines

1925
- 1e in Parijs-Calais
- 3e in Parijs-Valenciennes

## Resultaten in voornaamste wedstrijden
| Jaar | Ronde van Italië | Ronde van Frankrijk | Ronde van Spanje |
| ---- | ---------------- | ------------------- | ---------------- |
| 1913 |                  |                     |                  |
| 1919 |                  | opgave              |                  |
| 1920 |                  | 9e (1)              |                  |
| 1921 |                  | 10e (3)             |                  |
| 1922 |                  | opgave              |                  |
| 1923 |                  | 13e (2)             |                  |

| Jaar | Ronde van Vlaanderen | Parijs-Roubaix | Parijs-Tours |
| ---- | -------------------- | -------------- | ------------ |
| 1913 |                      | 54e            |              |
| 1919 |                      |                |              |
| 1920 |                      | 9e             |              |
| 1921 |                      | 8e             |              |
| 1922 |                      |                |              |
| 1923 | 34e                  |                | 4e           |

- Bibliothèque nationale de France: cb166280440 (data)
- International Standard Name Identifier: 0000 0004 5098 4757
- Virtual International Authority File: 316737875